# María de Hannover
María de Hannover (en alemán, Marie von Hannover; Hannover, 2 de diciembre de 1849-Gmunden, 4 de junio de 1904) fue la hija menor del rey Jorge V de Hannover y de su esposa, la princesa María de Sajonia-Altemburgo.

## Biografía
María nació en la ciudad de Hannover. Ella tenía el título de princesa con el estilo de Alteza Real en el Reino de Hannover. En Reino Unido, ostentaba el título de princesa con el estilo Su Alteza al ser, por la línea paterna, bisnieta del rey Jorge III.
En 1866, el padre de María fue depuesto como rey de Hannover. María y su madre permanecieron en Hannover durante más de un año, con domicilio en el castillo de Marienburg, hasta que se fueron al exilio en Austria en julio de 1867. Con el tiempo, la familia se instaló en Gmunden.

### Perspectivas de matrimonio
María visitó Inglaterra con su familia en mayo de 1876, y otra vez, después de la muerte de su padre, en junio de 1878. Su hermana, Federica, se trasladó a Inglaterra, donde se casó, pero María regresó a Gmunden, donde permaneció soltera y vivió con su madre en el castillo de Cumberland (llamado así por el título ducal británico de su padre), haciéndole compañía por el resto de su vida. Un diario estadounidense sugiere que María dos veces rechazó una oferta de matrimonio del tercer hijo de la reina Victoria del Reino Unido, el príncipe Arturo de Sajonia-Coburgo-Gotha.

### Muerte
María murió en Gmunden, a la edad de 54 años. Su funeral fue el día después de su muerte, ya que dos días más tarde, su sobrina, Alejandra de Hannover y Cumberland, tenía programado casarse con el gran duque Federico Francisco IV de Mecklemburgo-Schwerin. María está enterrada en el mausoleo de la familia en el castillo de Cumberland, al lado de su madre, quien sobrevivió a su hija por tres años.

## Títulos y estilos
| ● 2 de diciembre de 1849-4 de junio de 1904: | Su alteza real la princesa María de Hannover, princesa de Gran Bretaña e Irlanda |